# Evangelische Kirche (Erndtebrück)

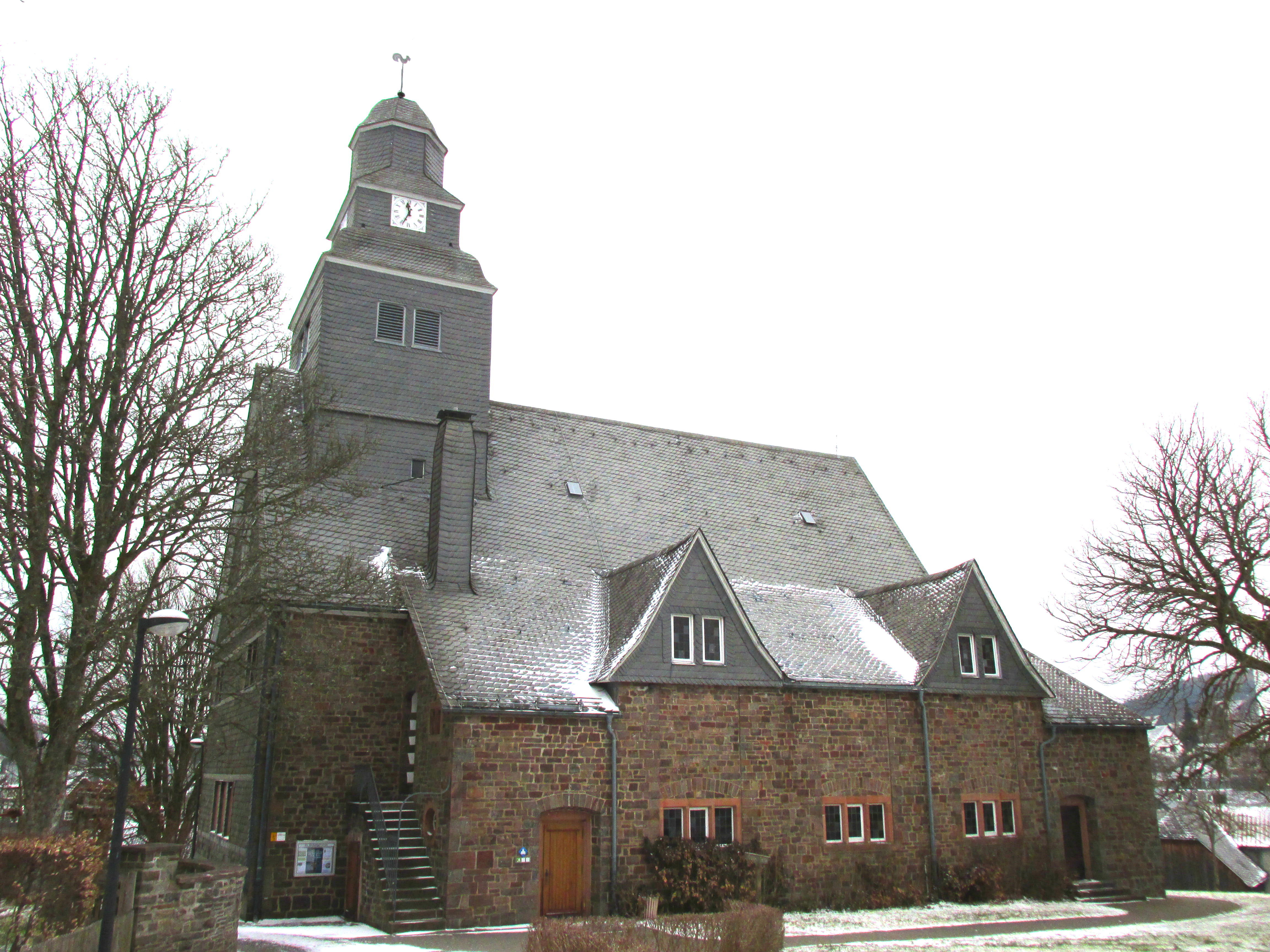
Evangelische Kirche (Erndtebrück)

Die denkmalgeschützte Evangelische Kirche steht in Erndtebrück, einer Gemeinde im Kreis Siegen-Wittgenstein von Nordrhein-Westfalen. Die Kirchengemeinde gehört zum Kirchenkreis Siegen-Wittgenstein der Evangelischen Kirche von Westfalen.

## Beschreibung
Die geostete asymmetrische zweischiffige Hallenkirche wurde 1910/11 nach einem Entwurf von Ludwig Hofmann im Heimatstil gebaut. Das Langhaus besteht aus einem Hauptschiff und einem südlichen Seitenschiff, verbunden durch eine rundbogige Arkade von drei Jochen. Der eingezogene Altarraum im Osten hat die Form einer halbrund geschlossenen Apsis. Der Kirchturm im Westen ist in das Langhaus eingestellt und verjüngst sich mehrstufig bis zur Glockenhaube. Das Seitenschiff ist mit einer Empore ausgefüllt.
Der Innenraum war ursprünglich mit einem Tonnengewölbe überspannt, das insgesamt oberhalb der Deckenzone des Seitenschiffs lag, wodurch die Kirche eine Pseudobasilika war. Nach den Zerstörungen im Zweiten Weltkrieg wurde 1955 eine Flachdecke eingezogen, nahe über den Scheiteln der Arkadenbögen. Die Orgel mit 20 Registern auf zwei Manualen und Pedal wurde 1970 von Dieter Noeske gebaut. Die Orgel besitzt die folgende Disposition:
| I Hauptwerk C– |             |       |
| 1.             | Principal   | 8‘    |
| 2.             | Koppelflöte | 8‘    |
| 3.             | Octave      | 4‘    |
| 4.             | Rohrflöte   | 4‘    |
| 5.             | Waldflöte   | 2‘    |
| 6.             | Mixtur IV–V | 1 ⁄3′ |
| 7.             | Trompete    |       |

| II Brustwerk C– |                     |        |
| 08.             | Holzgedackt         | 8‘     |
| 09.             | Blockflöte          | 4‘     |
| 10.             | Prinzipal           | 2‘     |
| 11.             | Quinte              | 1 ⁄3′‘ |
| 12.             | Sesquialtera II–III |        |
| 13.             | Scharff III         | 2⁄3′   |
| 14.             | Holzregal           | 8‘     |
|                 | Tremulant           |        |

| Pedal C– |            |     |
| 15.      | Untersatz  | 16‘ |
| 16.      | Gemshorn   | 08‘ |
| 17.      | Hohlpfeife | 04‘ |
| 18.      | Nachthorn  | 02‘ |
| 19.      | Fagott     | 16‘ |
| 20.      | Trompete   | 04‘ |

- Koppeln: II/I, I/P, II/P